# Куртено
Куртено́ (фр. Courtenot) — коммуна во Франции, находится в регионе Шампань — Арденны. Департамент — Об. Входит в состав кантона Бар-сюр-Сен. Округ коммуны — Труа.
Код INSEE коммуны — 10109.
Коммуна расположена приблизительно в 165 км к юго-востоку от Парижа, в 90 км южнее Шалон-ан-Шампани, в 24 км к юго-востоку от Труа.

## Население
Население коммуны на 2008 год составляло 213 человек.
| 1962 | 1968 | 1975 | 1982 | 1990 | 1999 | 2008 |
| ---- | ---- | ---- | ---- | ---- | ---- | ---- |
| 179  | 189  | 200  | 171  | 224  | 242  | 213  |

## Администрация
| Период | Период | Фамилия           | Партия | Примечания |
| ------ | ------ | ----------------- | ------ | ---------- |
| 2001   | 2008   | Жан-Пьер Ван Бель |        |            |
| 2008   |        | Мари Моклер       |        |            |

## Экономика
В 2007 году среди 140 человек в трудоспособном возрасте (15—64 лет) 107 были экономически активными, 33 — неактивными (показатель активности — 76,4 %, в 1999 году было 73,2 %). Из 107 активных работали 102 человека (57 мужчин и 45 женщин), безработных было 5 (1 мужчина и 4 женщины). Среди 33 неактивных 16 человек были учениками или студентами, 10 — пенсионерами, 7 были неактивными по другим причинам.

## Достопримечательности
- Церковь Св. Петра в оковах (XII век). Памятник истории с 1926 года[3]